# 浙江大学建筑工程学院
浙江大学建筑工程学院是浙江大学的一个学系，现属于工学部。前身为创建于1927年的土木工程学系，是浙大最早建立的工科学科之一。1998年新浙大成立后，土木工程学系、建筑学系、区域与城市规划系组建成新的建筑工程学院。目前包括土木工程学系、建筑学系、区域与城市规划系和水利工程学系，有土木工程、建筑学、城市规划、水资源与海洋工程（水利工程）4个本科专业，在校生800多人。

## 重点学科
- 1个国家重点学科一级学科：土木工程
- 2个国家重点学科二级学科：岩土工程、结构工程
- 2个博士后流动站：土木工程、水利工程
- 3个一级学科博士学位授予点
- 6个二级学科博士学位授予点
- 16个科学学位硕士授予点
- 4个专业学位硕士授予点[1]

## 师资力量
学院有教职工280余人，其中60多名教授。拥有2名中国工程院院士、1名美国国家工程院院士、2名国家“千人计划“、2名教育部长江特聘教授、4名国家杰出青年科学基金获得者、4名教育部新世纪人才支持计划获得者、1名浙江省特级专家。

## 科研
- 教育部重点实验室：软弱土与环境土工
- 浙江省重点实验室：空间结构
- 国家工科力学教学基地
- 2个校级实验中心：土木水利工程、建筑与城规技术科学
- 15个研究所（中心）
- 1个工程实验中心
- 8个校企联合研发中心[1]
- 1个国家质量工程项目创新人才模式实验区
- 2个国家级特色专业建设点
- 1个国家工科基础课力学教学基地（共建）
- 1个国家级力学实验教学中心（共建）
- 1个浙江省实验教学示范中心[1]

学院目前拥有1个教育部创新团队、4个浙江省重点科技创新团队和4个浙江大学科技创新团队。近年来学院承担了1项国家重大水专项，许多省部级重点项目和国家自然科学基金项目。获得6项国家科技进步奖（含合作），30余项省部级科技成果一、二等奖。